# Prix Hayakawa
Pour les articles homonymes, voir Hayakawa (homonymie).
Le prix des lecteurs du magazine Hayakawa (SFマガジン読者賞, Esuefu Magajin Dokusha Shō) est une distinction annuelle décernée par le S-F Magazine pour la meilleure nouvelle japonaise, le meilleur illustrateur et la meilleure nouvelle étrangère, choisie par les lecteurs dans les numéros publiés l'année précédente. Le prix est décerné depuis 1989.

## Liste des lauréats

### Nouvelle étrangère
- Thomas M. Disch, The Brave Little Toaster Goes to Mars (traducteur : Hisashi Asakura) (1989)
- Mike Resnick, For I Have Touched the Sky (traducteur : Masayuki Uchida) (1990)
- John Varley, Tango Charlie and Foxtrot Romeo (traducteur : Hisashi Asakura) (1991)
- John Morressy, Timekeeper (traducteur : Youko Miki) (1992)
- James Tiptree, Jr. With Delicate Mad Hands (traducteur : Norio Itou) (1993)
- Ted Chiang, Understand (traducteur : Shigeyuki Kude) (1994)
- Greg Egan, Learning to Be Me (traducteur : Makoto Yamagashi) (1995)
- Greg Bear, Heads (traducteur : Kazuko Onoda) (1996)
- James Tiptree, Jr. Come Live With Me (traducteur : Norio Itou) (1997)
- Greg Egan, Wang's Carpet (traducteur : Makoto Yamagishi) (1998)
- Bruce Sterling, Taklamakan (traducteur : Takashi Ogawa) (1999)
- Greg Egan, Oceanic (traducteur : Makoto Yamagishi) (2000)
- Ted Chiang, Story of Your Life (traducteur : Shigeyuki Kude) (2001)
- Ted Chiang, Seventy-Two Letters (traducteur : Youichi Shimada) (2002)
- Greg Egan, Mister Volition (traducteur : Makoto Yamagishi) (2003)
- Connie Willis, The Last of the Winnebagos (traducteur : Ohmori Nozomi(2004)
- Jeffrey Ford, The Empire of Ice Cream (traducteur : Tomo Inoue)
- Bradley Denton, Sergeant Chip (traducteur : Naoya Nakahara) (2006)
- Ian McDonald, The Djinn's Wife (traducteur : Masaya Shimokusu) (2007)

### Nouvelle japonaise
- Mariko Ōhara, Aqua Planet (1989)
- Shinji Kajio, Jinii Ni Kansuru Oboegaki (1990)
- Mariko Ōhara, Ephemera (1991)
- Masaki Gorō, Venus City (1992)
- Hiroyuki Morioka, Spice (1993)
- Osamu Makino, Mouse Trap (1994)
- Masaki Yamada, Dead Soldier's Live (1995)
- Jin Kusagami, Tokyo Kaika Ereki no Karakuri (1996)
- Kōshū Tani, Eriko 1 (1997)
- Yasumi Kobayashi, Umi wo Miru Hito (1998)
- Hōsuke Nojiri, Taiyō no Sandatsusha (1999)
- Masaya Fujita, Kiseki no Ishi (2000)
- Chōhei Kanbayashi, Hadae no Shita (2001)
- Mizuhito Akiyama, Ore ha Missile (2002)
- Issui Ogawa, Rou Voles no Wakusei (2003)
- Hiroshi Sakurazaka, Saitama Chainsaw Shoujo (2004)
- Hiroshi Yamamoto, Medousa no Jumon (2005)
- Masaya Fujita, Daafu no Shima (2006)
- Keikaku Itō, The Indifference Engine (2007)

### Illustrateur
- Hiroyuki Katou & Keisuke Goto (1989)
- Mafuyu Hiroki (1990)
- Hiroyuki Katou & Keisuke Goto, Hitoshi Yoneda (tie) (1991)
- Mafuyu Hiroki (1992)
- Hiroyuki Katou & Keisuke Goto (1993)
- Keinojou Mizutama (1994)
- Jun Kosaka (1995)
- Hiroyuki Katou & Keisuke Goto (1996)
- Hikaru Tanaka (1997)
- Hikaru Tanaka (1998)
- Youkou Fujiwara (1999)
- Kenji Tsuruta (2000)
- Hikaru Tanaka (2001)
- Mikio Masuda (2002)
- Youkou Fujiwara (2003)
- Aya Takano (2004)
- Aya Takano (2005)
- Katsukame Hashi (2006)
- Kashima (2007)